# Копанский, Александр Яковлевич
Александр Яковлевич Копанский (род. 1959, Кишинёв) — советский и молдавский математик.
Сын доктора исторических наук Якова Михайловича Копанского и доктора химических наук Ларисы Степановны Копанской (урождённой Князь), соавтора учебника «Аналитическая химия полупроводников» (Кишинёв: Штиинца, 1975). Диссертацию кандидата физико-математических наук по теме «Дисперсные динамические системы, заданные дифференциальными включениями, и исследование цепной рекуррентности» защитил под руководством И. У. Бронштейна (1985).
Ведущий научный сотрудник факультета математики и кибернетики Государственного университета Молдовы и лаборатории дифференциальных уравнений Института математики АН Республики Молдова. Основные труды в области динамических систем, функционального анализа.
Генеральный директор компании высоких технологий S&T Mold (с 1999 года), член экономического совета при премьер-министре Республики Молдова.

## Монографии
- Конечно гладкие полиномиальные нормальные формы (с И. У. Бронштейном). Институт математики и ВЦ МССР. Кишинёв: Штиинца, 1992.
- Инвариантные многообразия и нормальные формы (с И. У. Бронштейном). Кишинёв: Штиинца, 1992. — 330 с.
- Smooth Invariant Manifolds and Normal Forms (с И. У. Бронштейном). World Scientific series on nonlinear science. Vol. 7. Сингапур—Лондон—Риверэдж (Нью-Джерси): World Science Publishing, 1994.